# Uzer (Ardèche)
Uzer település Franciaországban, Ardèche megyében. Lakosainak száma 418 fő (2022. január 1.). Uzer Balazuc, Chauzon, Largentière, Montréal és Vinezac községekkel határos.

## Népesség
A település népessége az elmúlt években az alábbi módon változott:
| Lakosok száma | 274  | 337  | 368  | 385  | 448  | 427  | 414  | 412  | 415  | 418  |
|               | 1968 | 1982 | 1990 | 2006 | 2013 | 2015 | 2017 | 2019 | 2020 | 2022 |